# Diocèse de Koszalin-Kołobrzeg
Le diocèse de Koszalin-Kolobrzeg (en latin : Dioecesis Coslinensis-Colubregana) est un diocèse de l'Église catholique en Pologne couvrant la partie Est de la voïvodie de Poméranie-Occidentale, ainsi que certains territoires adjacents des voïvodies de Poméranie et de Grande-Pologne. C'est l'un des deux diocèses suffragants de l'archidiosèse de Szczecin-Kamień.

## Histoire
La création du diocèse par la constitution apostolique Episcoporum Poloniae coetus, promulguée par le pape Paul VI le 28 juin 1972, renoue avec la tradition de l'éphémère diocèse médiéval de Kołobrzeg. Fondé au congrès de Gniezno en 1000, cet évêché était soumis sous l'autorité de l'archidiocèse de Gniezno. Il ne compta jamais qu'un seul évêque, Reinbern, un noble de Saxe qui était nommé avec l'accord de l'empereur Otton III et le duc Boleslas Ier de Pologne. Le premier évêque catholique en Poméranie, il fait démolir les sanctuaires païens mais il est chassé par un soulèvement des tribus slaves quelques ans après.
Ce n'est que cent ans plus tard que l'évêque Othon de Bamberg († 1139) évangélisa la Poméranie. En 1140, le pape Innocent II a créé un nouveau diocèse dans le duché de Poméranie, dont le siège épiscopal était précédemment à Wolin et fut transféré à Kamień (Cammin) en 1176. Devenu protestant en 1545, cet évêché est finalement sécularisé et attribué avec la Poméranie ultérieure à l'État de Brandebourg-Prusse par les traités de Westphalie en 1648. Son territoire passa au vicariat apostolique de la Germanie septentrionale fondé en 1667.
Selon les dispositions de la bulle De salute animarum, promulguée par le pape Pie VII en 1821, la diaspora catholique dans la province de Poméranie était desservi par l'archidiocèse de Breslau. De 1930 jusqu'à la création du diocèse en 1972, le territoire de Koszalin-Kolobrzeg faisait partie du diocèse de Berlin, bien qu'il faisait partie des anciens territoires de l'Est qui furent perdus par l'Allemagne après la Seconde Guerre mondiale.

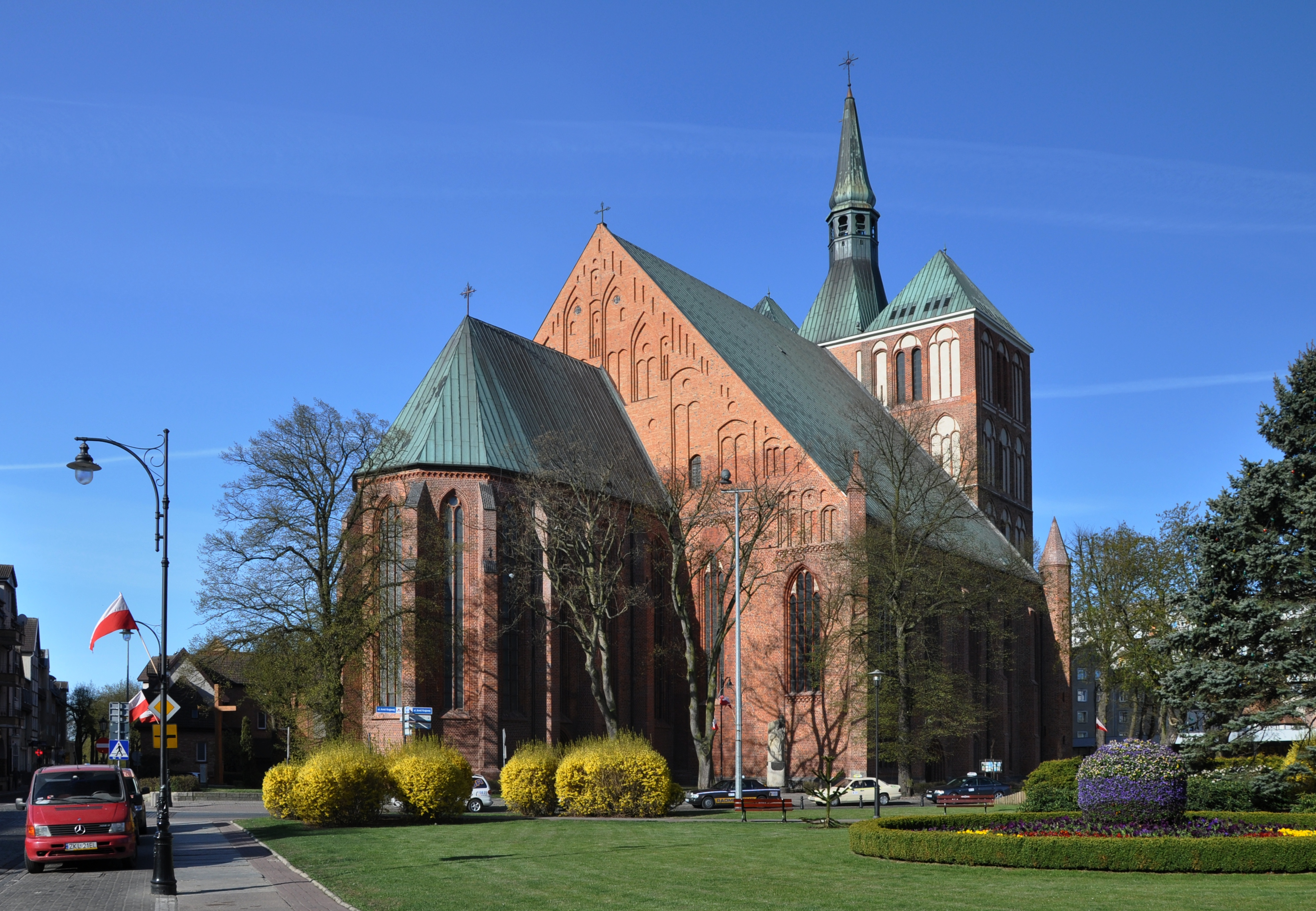
La basilique de l'Assomption de Kołobrzeg.

## Territoire
Le diocèse comprend une partie des voïvodies de Poméranie, de Poméranie occidental et de Grande-Pologne. Il est bordé au nord par la mer Baltique, à l'ouest par l'archidiocèse de Szczecin-Kamień, au sud par le diocèse de Zielona Góra-Gorzów, l'archidiocèse de Poznań, l'archidiocèse de Gniezno et le diocèse de Bydgoszcz, et à l'est par le diocèse de Pelplin.
L'évêché est à Koszalin, où se trouve la cathédrale de l'Immaculée-Conception-de-la-Vierge-Marie (de). À Kołobrzeg se trouve la co-cathédrale de l'Assomption de Kołobrzeg. Le diocèse compte également l'église de la Sainte-Famille à Piła, ancienne cathédrale de la prélature territoriale de Schneidemühl, et la basilique mineure de l'Assomption-de-la-Vierge-Marie à Skrzatusz, dans la municipalité de Szydłowo.
Le territoire couvre 14 640 km², et il est divisé en 24 doyennés et 220 paroisses (2023).